# 2020–2021-es francia női labdarúgó-bajnokság (első osztály)
A 2020–2021-es francia női labdarúgó-bajnokság első osztálya (hivatalos nevén: Division 1 Féminine) tizenkét csapat részvételével 2020. szeptember 5-én rajtolt és 2021. június 5. ért véget. A pontvadászatot története során először a Paris Saint-Germain együttese nyerte. 
A Francia labdarúgó-szövetség 2021. április 23-i megbeszélésén a másodosztály küzdelmeit végleg megszakították és "fehér" szezonnak nyilvánították.
2021. július 13-án a következő idényre a szövetség az elmúlt két esztendőben veretlenül végzett és a feljutási lehetőségektől megfosztott Saint-Étienne csapatának adta át a bajnokság utolsó helyén végzett Le Havre helyét.

## A bajnokság csapatai

### Csapatváltozások
| Feljutott az első osztályba | Kiesett a másodosztályba    |
| --------------------------- | --------------------------- |
| GPSO 92 Issy Le Havre       | Olympique Marseille FC Metz |

### Csapatok adatai
| Klub                  | Település      | Stadion               | Férőhely | Vezetőedző          | 2019–20-as helyezés |
| --------------------- | -------------- | --------------------- | -------- | ------------------- | ------------------- |
| Girondins de Bordeaux | Bordeaux       | Stade Sainte-Germaine | 1 900    | Pedro Martínez Losa | 3.                  |
| Dijon FCO             | Dijon          | Stade des Poussots    | 1 500    | Yannick Chandioux   | 9.                  |
| Fleury 91             | Fleury-Mérogis | Stade Walter-Felder   | 1 000    | David Fanzel        | 7.                  |
| EA Guingamp           | Saint-Brieuc   | Stade Fred-Aubert     | 10 600   | Frédéric Biancalani | 6.                  |
| GPSO 92 Issy          | Meudon         | Stade Marcel-Bec      | 2 000    | Camillo Vaz         | 1. D2-A             |
| Le Havre AC           | Le Havre       | Stade Océane          | 25 000   | Michaël Bunel       | 1. D2-B             |
| Olympique Lyon        | Lyon           | Groupama OL           | 1 524    | Jean-Luc Vasseur    | 1.                  |
| Montpellier HSC       | Montpellier    | Stade Bernard-Gasset  | 1 280    | Frédéric Mendy      | 4.                  |
| Paris FC              | Bondoufle      | Stade Robert-Bobin    | 18 845   | Sandrine Soubeyrand | 5.                  |
| Paris Saint-Germain   | Párizs         | Stade Jean-Bouin      | 20 000   | Olivier Echouafni   | 2.                  |
| Stade de Reims        | Reims          | Stade Louis Blériot   | 500      | Amandine Miquel     | 8.                  |
| ASJ Soyaux            | Soyaux         | Stade Camille-Lebon   | 6 000    | Laurent Mortel      | 10.                 |

### Vezetőedző váltások
| Csapat          | Távozó edző                                       | Ok               | Dátum             | Poz. | Érkező edző                                       | Dátum              |
| --------------- | ------------------------------------------------- | ---------------- | ----------------- | ---- | ------------------------------------------------- | ------------------ |
| ASJ Soyaux      | Sébastien Joseph                                  | menesztették     | 2020. október 31. | 11.  | Laurent Mortel (megbízott)                        | 2020. október 31.  |
| Le Havre        | Thierry Uvenard                                   | közös megegyezés | 2020. október 31. | 12.  | Michaël Bunel                                     | 2020. december 30. |
| GPSO 92 Issy    | Yacine Guesmia                                    | menesztették     | 2021. február 18. | 11.  | Camillo Vaz                                       | 2021. február 22.  |
| Montpellier HSC | Frédéric Mendy                                    | közös megegyezés | 2021. április 5.  | 6.   | Baptiste Merle (megbízott) John Utaka (megbízott) | 2021. április 22.  |
| Montpellier HSC | Baptiste Merle (megbízott) John Utaka (megbízott) | közös megegyezés | 2021. május 14.   | 5.   | Yannick Chandioux                                 | 2021. május 14.    |
| Olympique Lyon  | Jean-Luc Vasseur                                  | közös megegyezés | 2021. április 27. | 2.   | Sonia Bompastor                                   | 2021. április 27.  |
| Dijon FCO       | Yannick Chandioux                                 | távozott         | 2021. május 14.   | 8.   | Christophe Forest                                 | 2021. május 29.    |

## Tabella
| #   | Csapat                | M  | GY | D | V  | G+ – G– | GK  | P  | Megjegyzések                 |
| --- | --------------------- | -- | -- | - | -- | ------- | --- | -- | ---------------------------- |
| 1.  | Paris Saint-Germain B | 22 | 20 | 2 | 0  | 83–4    | +79 | 62 | Bajnokok Ligája (csoportkör) |
| 2.  | Olympique Lyon CV     | 22 | 20 | 1 | 1  | 78–6    | +72 | 61 | Bajnokok Ligája (2. forduló) |
| 3.  | Girondins de Bordeaux | 22 | 14 | 2 | 6  | 50–23   | +27 | 44 | Bajnokok Ligája (1. forduló) |
| 4.  | Paris FC              | 22 | 11 | 4 | 7  | 39–29   | +10 | 37 |                              |
| 5.  | Montpellier HSC       | 22 | 9  | 3 | 10 | 27–35   | −8  | 30 |                              |
| 6.  | Guingamp              | 22 | 9  | 4 | 9  | 29–32   | −3  | 31 |                              |
| 7.  | Stade de Reims        | 22 | 9  | 3 | 10 | 34–42   | −8  | 30 |                              |
| 8.  | Dijon                 | 22 | 8  | 2 | 12 | 24–37   | −13 | 26 |                              |
| 9.  | Fleury 91             | 22 | 7  | 4 | 11 | 18–42   | −24 | 25 |                              |
| 10. | ASJ Soyaux            | 22 | 5  | 2 | 15 | 15–46   | −31 | 17 |                              |
| 11. | GPSO 92 Issy Ú        | 22 | 3  | 1 | 18 | 11–77   | −66 | 10 |                              |
| 12. | Le Havre Ú K          | 22 | 2  | 2 | 18 | 14–49   | −35 | 8  | Division 2                   |

Utolsó frissítés: 2021. június 5. 
Forrás: FFF 
A rangsorolás alapszabályai: 1. összpontszám, 2. egymás elleni eredmények összpontszáma, 3. gólkülönbség, 4. szerzett gólok száma.
(B): Bajnokcsapat, (K): Kieső csapat, (F): Feljutó csapat, (I): Kupainduló, (R): A rájátszás győztese, (KGY): Kupagyőztes

## Statisztikák

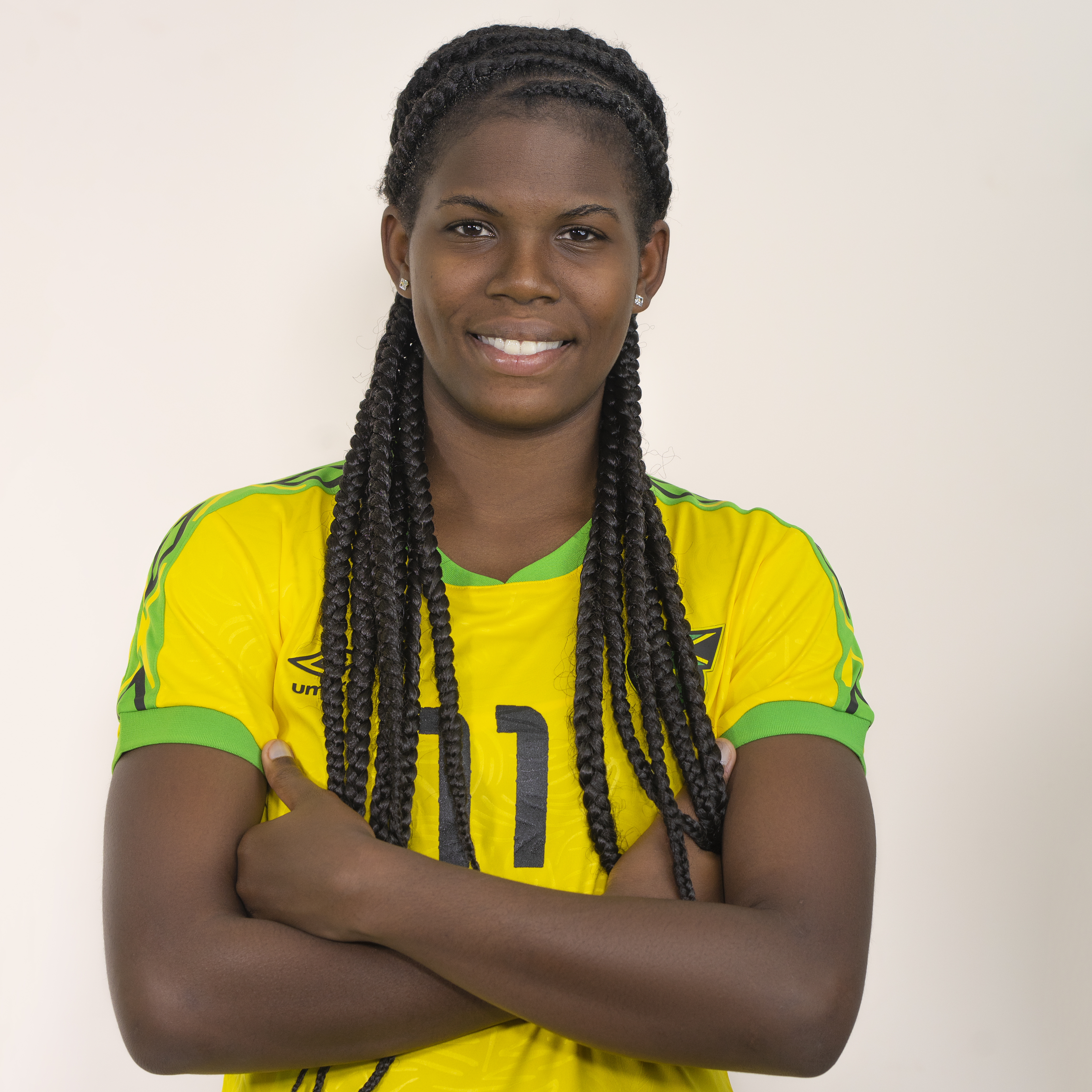
Khadija Shaw 22 alkalommal zörgette meg ellenfelei hálóját

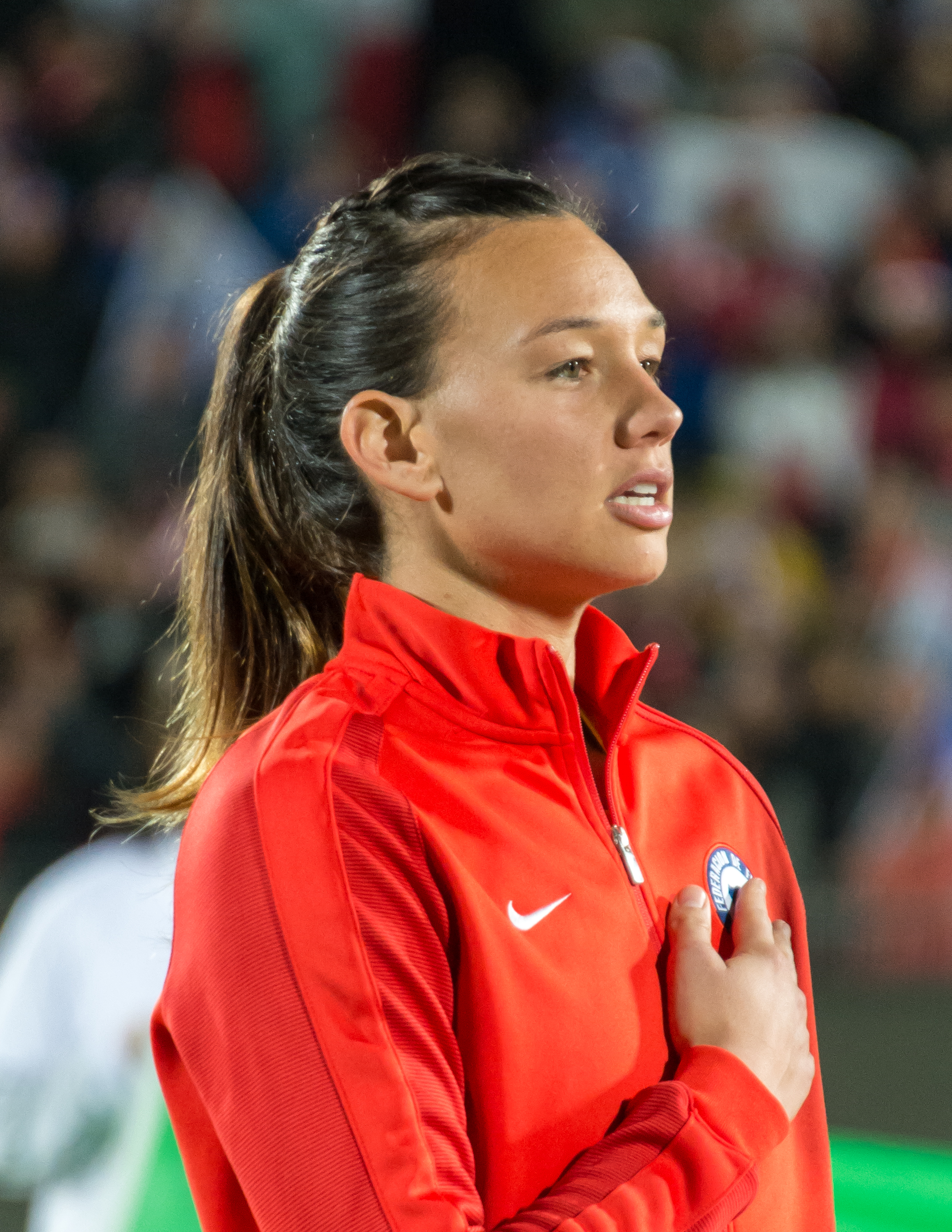
Christiane Endler 19 mérkőzést hozott le kapott gól nélkül

| Gól | Név                           | Csapat              |
| --- | ----------------------------- | ------------------- |
| 22  | Khadija Shaw                  | Bordeaux            |
| 21  | Marie-Antoinette Katoto       | Paris Saint-Germain |
| 13  | Kadidiatou Diani              | Paris Saint-Germain |
| 13  | Nikita Parris                 | Olympique Lyon      |
| 12  | Clara Matéo                   | Paris FC            |
| 11  | Faustine Robert               | Guingamp            |
| 11  | Evelyne Viens                 | Paris FC            |
| 10  | Mélissa Gomes                 | Reims               |
| 10  | Amel Majri                    | Olympique Lyon      |
| 10  | Wendie Renard                 | Olympique Lyon      |
| 9   | Nadia Nadim                   | Paris Saint-Germain |
| 9   | Katja Snoeijs                 | Bordeaux            |
| 8   | Sandy Baltimore               | Paris Saint-Germain |
| 8   | Melissa Herrera               | Reims               |
| 7   | Signe Bruun                   | Paris Saint-Germain |
| 7   | Shnia Gordon                  | Dijon               |
| 7   | Amandine Henry                | Olympique Lyon      |
| 7   | Eugénie Le Sommer             | Olympique Lyon      |
| 7   | Lena Petermann                | Montpellier         |
| 6   | Kessya Bussy                  | Reims               |
| 6   | Irene Paredes                 | Paris Saint-Germain |
| 5   | Sarah Cambot                  | Guingamp            |
| 5   | Mary Fowler                   | Montpellier         |
| 5   | Maëlle Garbino                | Bordeaux            |
| 5   | Léa Khelifi                   | Dijon               |
| 5   | Kumagai Szaki                 | Olympique Lyon      |
| 5   | Claire Lavogez                | Bordeaux            |
| 5   | Catarina Macário              | Olympique Lyon      |
| 5   | Marozsán Dzsenifer            | Olympique Lyon      |
| 4   | Laura Bourgouin               | Soyaux              |
| 4   | Ashley Clark                  | Le Havre            |
| 4   | Louise Fleury                 | Guingamp            |
| 4   | Léa Le Garrec                 | Fleury 91           |
| 4   | Dominika Grabowska            | Fleury 91           |
| 4   | Batcheba Louis                | GPSO 92 Issy        |
| 4   | Melvine Malard                | Olympique Lyon      |
| 4   | Desire Oparanozie             | Dijon               |
| 4   | Sonia Ouchène                 | Reims               |
| 4   | Alison Peniguel               | Guingamp            |
| 4   | Berglind Björg Þorvaldsdóttir | Le Havre            |
| 3   | Marija Banušić                | Montpellier         |
| 3   | Solène Barbance               | Dijon               |
| 3   | Kadeisha Buchanan             | Olympique Lyon      |
| 3   | Rachel Corboz                 | Reims               |
| 3   | Sara Däbritz                  | Paris Saint-Germain |
| 3   | Elisa De Almeida              | Montpellier         |
| 3   | Grace Geyoro                  | Paris Saint-Germain |
| 3   | Jordyn Huitema                | Paris Saint-Germain |
| 3   | Ghoutia Karchouni             | Bordeaux            |
| 3   | Rose Lavaud                   | Dijon               |
| 3   | Dominika Škorvánková          | Montpellier         |
| 3   | Laurie Teinturier             | GPSO 92 Issy        |
| 3   | Gaëtane Thiney                | Paris FC            |
| 2   | Ramona Bachmann               | Paris Saint-Germain |
| 2   | Viviane Boudaud               | Soyaux              |
| 2   | Anaïg Butel                   | Paris FC            |
| 2   | Camille Catala                | Paris FC            |
| 2   | Janice Cayman                 | Olympique Lyon      |
| 2   | Delphine Cascarino            | Olympique Lyon      |
| 2   | Daphne Corboz                 | Paris FC            |
| 2   | Formiga                       | Paris Saint-Germain |
| 2   | Théa Greboval                 | Paris FC            |
| 2   | Sara Björk Gunnarsdóttir      | Olympique Lyon      |
| 2   | Inès Jauréna                  | Bordeaux            |
| 2   | Iva Landeka                   | Montpellier         |
| 2   | Luana                         | Paris Saint-Germain |
| 2   | Marina Makanza                | Fleury 91           |
| 2   | Perle Morroni                 | Paris Saint-Germain |
| 2   | Linda Sällström               | Paris FC            |
| 2   | Julia Spetsmark               | Fleury 91           |
| 2   | Coumba Sow                    | Paris FC            |
| 2   | Nina Stapelfeldt              | Soyaux              |
| 1   | Henriette Akaba               | Soyaux              |
| 1   | Rachel Avant                  | Soyaux              |
| 1   | Coralie Austry                | Soyaux              |
| 1   | Maureen Bigot                 | Fleury 91           |
| 1   | Roselord Borgella             | GPSO 92 Issy        |
| 1   | Celeste Boureille             | Fleury 91           |
| 1   | Lina Boussaha                 | Le Havre            |
| 1   | Ellie Carpenter               | Olympique Lyon      |
| 1   | Kenza Chapelle                | Fleury 91           |
| 1   | Camille Collin                | Soyaux              |
| 1   | Ophélie Cuynet                | Dijon               |
| 1   | Deja Davis                    | Le Havre            |
| 1   | Michelle De Jongh             | Fleury 91           |
| 1   | Dialamba Diaby                | Guingamp            |
| 1   | Paulina Dudek                 | Paris Saint-Germain |
| 1   | Julie Dufour                  | Bordeaux            |
| 1   | Adelina Engman                | Montpellier         |
| 1   | Vanessa Gilles                | Bordeaux            |
| 1   | Vanessa Gregoire              | Soyaux              |
| 1   | Oriane Jean-François          | Paris FC            |
| 1   | Emmy Jézéquel                 | Guingamp            |
| 1   | Ella Kaabachi                 | GPSO 92 Issy        |
| 1   | Sylia Koui                    | Le Havre            |
| 1   | Darja Kravec                  | Reims               |
| 1   | Anissa Lahmari                | Guingamp            |
| 1   | Francisca Lara                | Le Havre            |
| 1   | Ashley Lawrence               | Paris Saint-Germain |
| 1   | Clarisse Le Bihan             | Montpellier         |
| 1   | Margaux Le Mouël              | Guingamp            |
| 1   | Marie-Charlotte Léger         | Soyaux              |
| 1   | Héloïse Mansuy                | Guingamp            |
| 1   | Esther Mbakem-Niaro           | GPSO 92 Issy        |
| 1   | Julie Piga                    | Fleury 91           |
| 1   | Élodie Policarpo              | Le Havre            |
| 1   | Sarah Puntigam                | Montpellier         |
| 1   | Cecile Sandvej                | Fleury 91           |
| 1   | Ouleymata Sarr                | Bordeaux            |
| 1   | Siga Tandia                   | Soyaux              |
| 1   | Mylaine Tarrieu               | Dijon               |
| 1   | Jodie Taylor                  | Olympique Lyon      |
| 1   | Allie Thornton                | Le Havre            |
| 1   | Sophie Vaysse                 | Paris FC            |
| 1   | Ashleigh Weerden              | Montpellier         |
| 1   | Salma Zemzem                  | GPSO 92 Issy        |

| Öngól | Név              | Csapat      |
| ----- | ---------------- | ----------- |
| 1     | Laura Alleway    | Guingamp    |
| 1     | Romane Bruneau   | Bordeaux    |
| 1     | Anaïg Butel      | Paris FC    |
| 1     | Noémie Carage    | Dijon       |
| 1     | Elisa De Almeida | Montpellier |
| 1     | Darja Kravec     | Reims       |

| Mérk. | Név                  | Csapat                          |
| ----- | -------------------- | ------------------------------- |
| 19    | Christiane Endler    | Paris Saint-Germain             |
| 14    | Sarah Bouhaddi       | Olympique Lyon                  |
| 9     | Anna Moorhouse       | Bordeaux                        |
| 8     | Solène Durand        | Guingamp                        |
| 7     | Chiamaka Nnadozie    | Paris FC                        |
| 6     | Romane Munich        | Soyaux                          |
| 5     | Manon Heil           | Fleury 91                       |
| 5     | Phallon Tullis-Joyce | Reims                           |
| 4     | Laëtitia Philippe    | Fleury 91 (2), GPSO 92 Issy (2) |
| 4     | Lisa Schmitz         | Montpellier                     |
| 3     | Mylène Chavas        | Dijon                           |
| 2     | Dolores Gallardo     | Olympique Lyon                  |
| 2     | Constance Picaud     | Le Havre                        |
| 1     | Oleszja Arszenyjeva  | Le Havre                        |
| 1     | Solène Froger        | GPSO 92 Issy                    |
| 1     | Natascha Honegger    | Paris FC                        |
| 1     | Cindy Perrault       | Montpellier                     |